# Euphorbia mlanjeana
Euphorbia mlanjeana es una especie fanerógama perteneciente a la familia Euphorbiaceae. Es endémica de Mozambique. 

## Descripción
Es una planta suculenta, espinosa,  árbol o arbusto menudo, que alcanza un tamaño de ± 1 m de altura (generalmente más corto) sin tallo o muy corto (rara vez de 0,5 m de altura), y (± 10 cm de diámetro), cilíndricos, tronco desnudo.

## Ecología
Se encuentra expuesto en granito en las laderas escarpadas y gargantas fluviales más altas en la ladera baja de la montaña, entre las plantas suculentas, pteridofitas y Vellozia, laderas escarpadas del granito de los pies de montes en un ángulo de aproximadamente 60 °, a una altitud de 1000-1800 metros.
Es algo nuevo en el cultivo. Está cercana de Euphorbia graniticola.

## Taxonomía
Euphorbia mlanjeana fue descrita por Leslie Charles Leach y publicado en Journal of South African Botany 39: 3. 1973.
Etimología
Euphorbia: nombre genérico que deriva del médico griego del rey Juba II de Mauritania (52 a 50 a. C. - 23), Euphorbus, en su honor – o en alusión a su gran vientre –  ya que usaba médicamente Euphorbia resinifera. En 1753 Carlos Linneo asignó el nombre a todo el género.
mlanjeana: epíteto